# تحقيق صحفي محايد
التحقيق الصحفي المحايد هو دفاع القانون العام ضد الدعاوى القضائية الخاصة بالقذف والتشهير والتي عادةً ما تضم اتهامات غير مثبتة لشخصيات عامة تقوم وسائل الإعلام بإعادة نشرها. وهو استثناء محدود بحكم القانون العام بأن الذي يكرر ذكر التصريح التشهيري يعتبر مذنبًا مثل الشخص الذي قام بنشره لأول مرة.
باستخدام هذا الدفاع يمكن للمتهم الادعاء بأنه لا يعني أن التصريح المسيء صحيح ولكنه ببساطة يقوم بنشر الخبر بطريقة محايدة يتم فيها ذكر التصريحات التشهيرية المحتملة حتى لو تشكك في دقة التصريح. وحتى ينجح الدفاع، يلزم على الأغلب وجود تقارير إخبارية محايدة وتخص المصلحة العامة.

## معلومات تاريخية
في قانون التشهير الأمريكي من المعتاد أن تعتبر المحكمة نشر البيانات التشهيرية وإعادة نشرها أمرًا مماثلاً بحجة أن البيانات المنشورة قد تتسبب في إلحاق الضرر بشخص ما بقدر الضرر الذي ألحقه المنشور الأصلي. تأسست عقيدة التحقيق الصحفي المحايد على أساس أن الصحافة لا ينبغي أن تكون مسؤولة عن إعادة نشر مزاعم أدلى بها متحدث مسؤول حول شخصيات عامة شريطة أن يتم ذلك بطريقة محايدة وجديرة بالنشر.

### إدواردز ضد جمعية أودوبون الوطنية
تعرف قضية إدواردز ضد جمعية أودوبون الوطنية في عام 1977 بشكل كبير بأول قضية كبرى يتم فيها استخدام فكرة إجراء التحقيق الصحفي المحايد. وتتعلق القضية بإجراء تحقيق صحفي حول نزاع دار بين جمعية أودوبون الوطنية ومجموعة من العلماء اتهمتهم بالحصول على أموال من شركات خاصة بمبيدات الآفات للكذب فيما يتعلق بآثار المبيدات على الطيور. قام العديد من العلماء برفع دعوى قضائية ضد صحيفة نيويورك تايمز، بينما كانت تحاول رفع تقارير ضد طرفي النزاع. وقد أقرت محكمة الاستئناف الاتحادية أن التحقيق الصحفي كان محايدًا ويخص المصلحة العامة.

### قانون الولايات المتحدة
لم تعتمد جميع الولايات والمحاكم امتياز التحقيق الصحفي المحايد بشكل واسع. وذكرت قاضية المحكمة الجزئية الأمريكية ماريلين باتل أن «هناك قدر كبير من التناقض بين قرارات المحاكم الحكومية». وفي عام 2006، خلال قضية ماك كول ضد جريدة كوريير، رفضت المحكمة العليا في كنتاكي الدفاع قائلة إن المحكمة العليا للولايات المتحدة لم توافق عليه، والتي رفضت بدورها إعادة النظر في القضية. وفي عام 2004، حكمت المحكمة العليا في بنسلفانيا بعدم توفير مثل هذا الدفاع في دستور بنسلفانيا أو دستور الولايات المتحدة. رفضت هاتان الولايتان بالإضافة إلى ميشيغان ونيويورك وكاليفورنيا الدفاع في حين وافقت فلوريدا من بين عدد قليل من الولايات عليه. أما في إلينوي فقد اعترفت محكمة استئناف واحدة بالمبدأ وأخرى لم تثبت تناقض الدفاع حتى داخل الولاية نفسها.

### قانون المملكة المتحدة
في المملكة المتحدة، غالبًا ما يعرف الدفاع باسم «دفاع رينولدز» بعد القضية التي وقعت عام 1994، حيث رفع رئيس الحكومة الأيرلندية آنذاك ألبرت رينولدز دعوى قضائية ضد صحيفة صنداي تايمز بسبب المقال الذي زعمت فيه أنه ضلل البرلمان. وكانت القضية علامة فارقة في قانون التشهير البريطاني بعد أن قرر مجلس اللوردات في عام 1997 السماح لوسائل الإعلام بالتمسك «بدفاع رينولدز» مما يعني تمكنهم من طباعة التشهير المحتمل إذا استطاعوا إثبات أنه يخص المصلحة العامة وموثوق به.Day، Julia (3 فبراير 2005). "'Reynolds defence' in new libel law test". The Guardian. مؤرشف من الأصل في 2013-05-28. اطلع عليه بتاريخ 2009-03-26.
ووفقًا لكتاب التشهير جاتلي في التشهير والافتراء فإنه «يمتد على الأقل إلى إجراء التحقيقات الصحفية المميزة والمحايدة للادعاءات والادعاءات المضادة من جانب أطراف النزاع السياسي الذي يهم الجمهور بشكل مشروع».

## حالات جديرة بالذكر
بينما يتم التشكيك في صحة الدفاع، فقد تم استخدامه بنجاح في بعض الحالات بينما في حالات أخرى فشل المتهمين في إقناع القضاة أن الدفاع يحميهم.

### الحالات الفاشلة
- شركة تروي للنشر ضد نورتون عام 2005[7]
- خالد إقبال خوار ضد مؤسسة جلوب انترناشيونال[8]
- جورج غالوي عضو في البرلمان ضد مجموعة تيليغراف المحدودة[9][10] (انظر جورج غالوي#قضية التشهير ضد دايلي تيليغراف)

### الحالات الناجحة
- إدواردز ضد جمعية أودوبون الوطنية، عام 1977[3]
- الفقيه ضد الشركة السعودية للأبحاث والتسويق (المملكة المتحدة) المحدودة في عام 2001 (في الاستئناف)
- كريستوفر وباري روبرتس ضد مجلة سيرشلايت[11]
- مؤسسة الإغاثة العالمية ضد العديد من المتهمين جميعهم من الصحفيين أو المؤسسات الإخبارية بما في ذلك نيويورك تايمز، وإيه بي سي، وبوسطن غلوب وأسوشيتد برس (في الاستئناف)[12][13][14]
- واتسون ضد 	ليتش، عام 1996 - تقرير صحفي ذكر أن مدقق حسابات الولاية اتهم أحد أمناء البلدة 	بتزوير حالة الطوارئ الخاصة بالثلوج للوصول إلى الأموال المخصصة للطوارئ.[15]
- سيلبريز ضد نتزيلي، عام 1988 - تقرير صحفي ذكر أن كتيب أحد الحملات السياسية 	اتهم القضاة في المقاطعة الإيطالية الأمريكية بوجود علاقات بينهم وبين المافيا.
- مكراكين ضد شركة غينسفيل تريبيون، عام 1978 - شركة تطوير عقاري وصفت شركة أخرى بأنها «عديمة الضمير» 	خلال اجتماع البلدة.

#### باربرا شوارتز ضد سولت ليك تريبيون
في مايو عام 2003 نشرت سولت ليك تريبيون، في مدينة سولت ليك، بولاية يوتا، مقالاً بعنوان جهود سعي نساء مدينة سولت ليك للحصول على نظام السجلات العامة الذي يوثق السعي الحثيث لإحدى سكان مدينة سولت ليك سيتي واسمها باربرا شوارتز للحصول على السجلات الخاصة FOIA.
رفعت شوارتز دعوى قضائية ضد تريبيون، مدعية أن استخدام تريبيون «للصحافة الصفراء» أدى إلى «التشهير الكيدي» بها، و«الإيذاء النفسي»، وقد تحقق ذلك عن طريق خداعها بإجراء مقابلة معها، والاستخدام غير المصرح به لصورها، وانتهاك خصوصيتها، ورفض طباعة تصحيح أو رسالة إلى المحرر، بالإضافة إلى سرقة ما يقرب من 100 صورة وصور فوتوغرافية سالبة.
وفي الحكم، قال أعضاء المحكمة الثلاثة: «إن المصلحة العامة في المعرفة التامة للخلافات والتي غالبًا ما تكون محتدة حول القضايا الحساسة تقتضي منح الصحافة الحرية لإجراء تحقيقات صحفية عن مثل هذه الاتهامات دون تحملها المسؤولية». وكتب القاضي جيمس زي ديفيس أيضًا أن المقال الذي نشرته جريدة تريبيون يحظى بحماية «امتياز التحقيق الصحفي المحايد لأنه يحتوي على» تقارير دقيقة وغير مغرضة«للمعلومات الواردة في السجل». وقد تم رفض دعواها والطعون التي قدمتها.